# ال ساپینزا
ال ساپینزا (انگلیسی: Al Sapienza؛ زادهٔ ۳۱ ژوئیهٔ ۱۹۶۲) یک تهیه‌کننده، بازیگر سینما، و هنرپیشه اهل ایالات متحده آمریکا است. وی از سال ۱۹۷۹ میلادی تاکنون مشغول فعالیت بوده‌است.
از فیلم‌ها یا برنامه‌های تلویزیونی که وی در آن نقش داشته است می‌توان به حقیقت نهان، تریپل اکس: بازگشت زندر کیج، هفت تکه از زمان و بازار آمریکایی اشاره کرد.